# Estação Ferroviária de Eixo

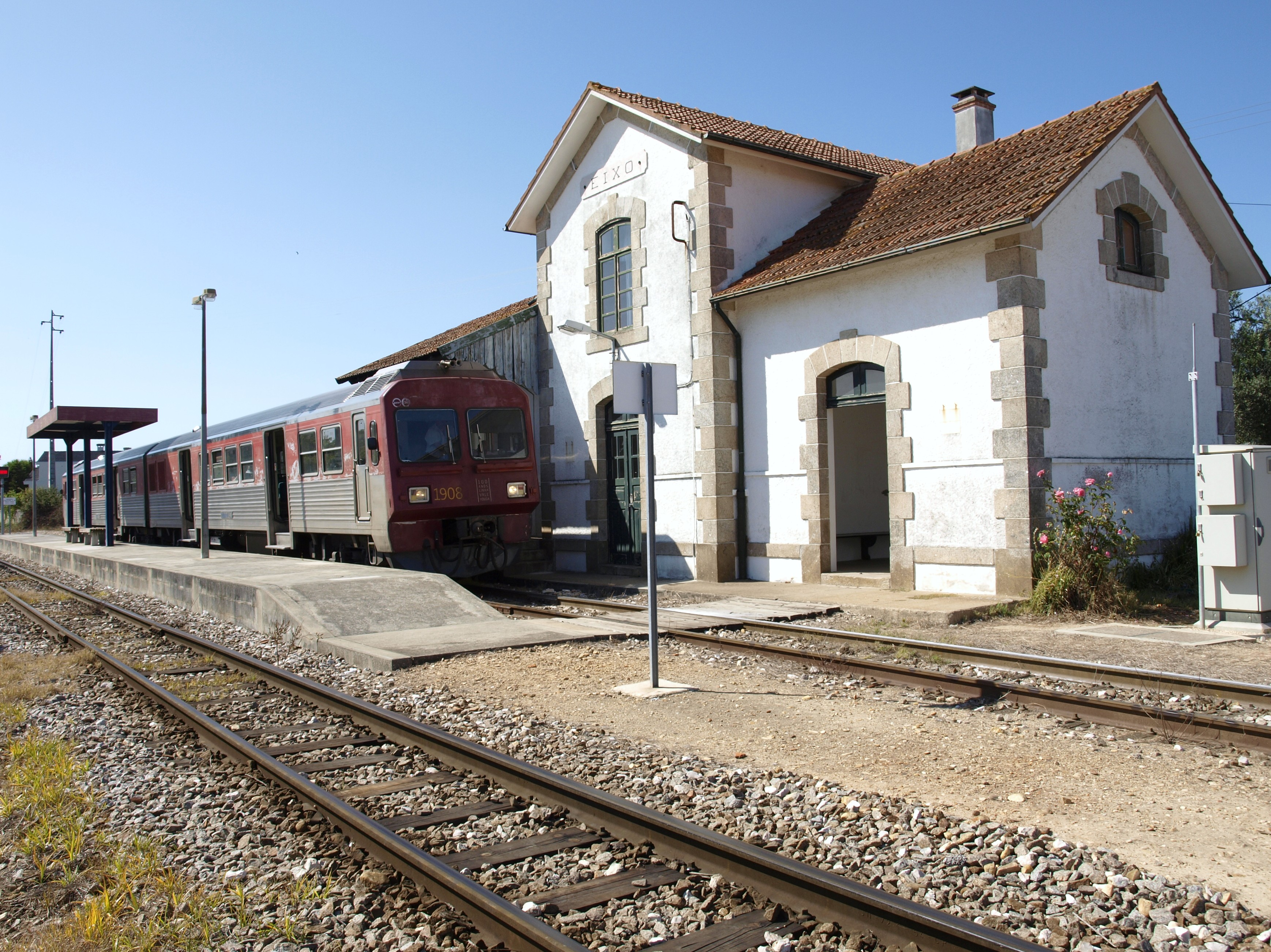
Aspeto da estação, em 2011.

A Estação Ferroviária de Eixo é uma interface do Ramal de Aveiro, que serve a localidade de Eixo, no Distrito de Aveiro, em Portugal.

## Descrição

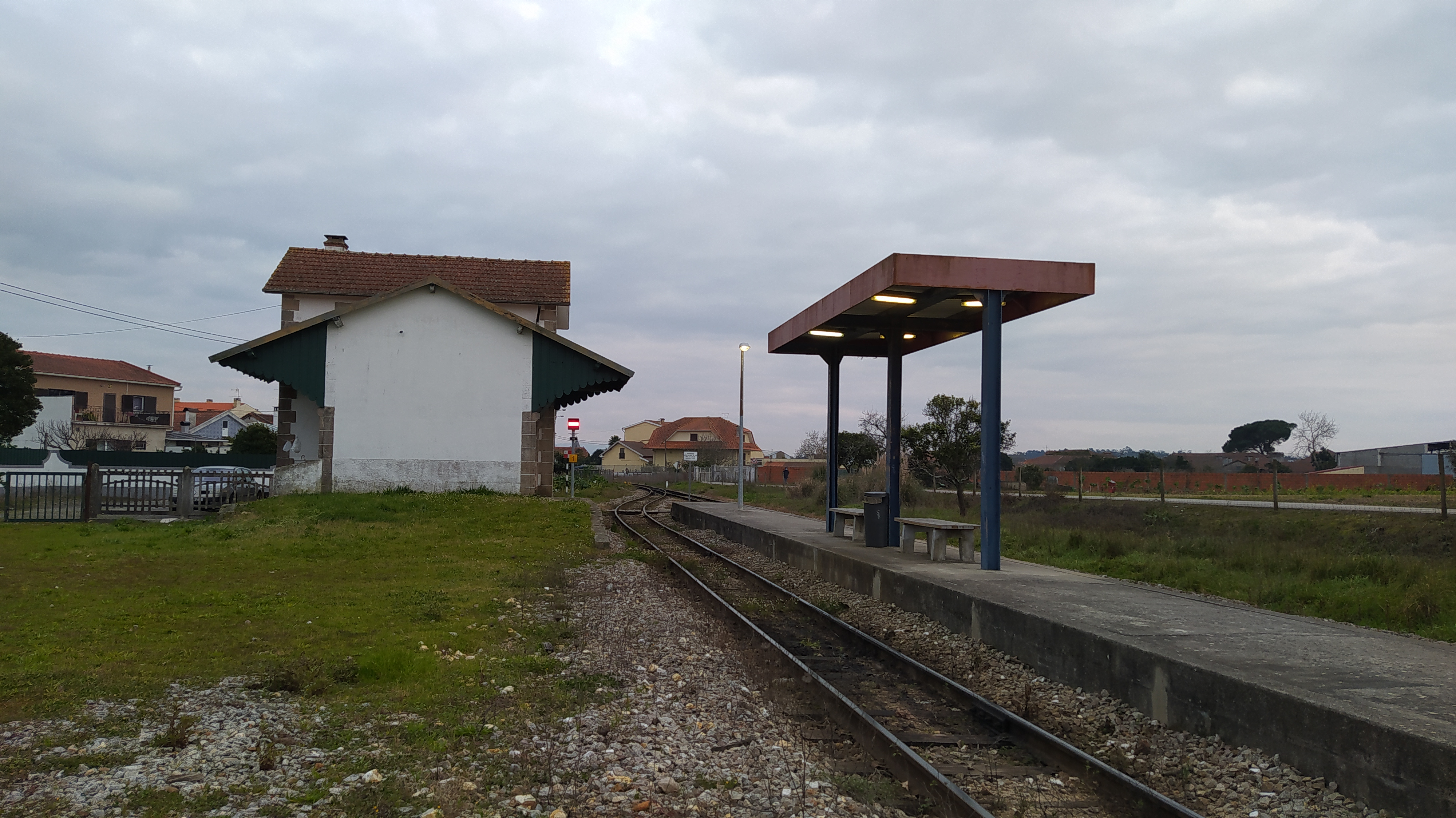
Aspeto da estação, em 2021.

### Caraterização física
A superfície dos carris (plano de rolamento) da estação ferroviária de Eixo ao PK 27+900 situa-se à altitude de 1234 cm acima do nível médio das águas do mar. O edifício de passageiros situa-se do lado nordeste da via (lado direito do sentido ascendente, para Aveiro).

### Serviços
Em dados de 2022, esta interface é servida por comboios de passageiros da C.P. de tipo regional, com onze circulações diárias em cada sentido, entre Aveiro e Sernada do Vouga (três destas encurtadas a Águeda ou a Macinhata do Vouga).

## História

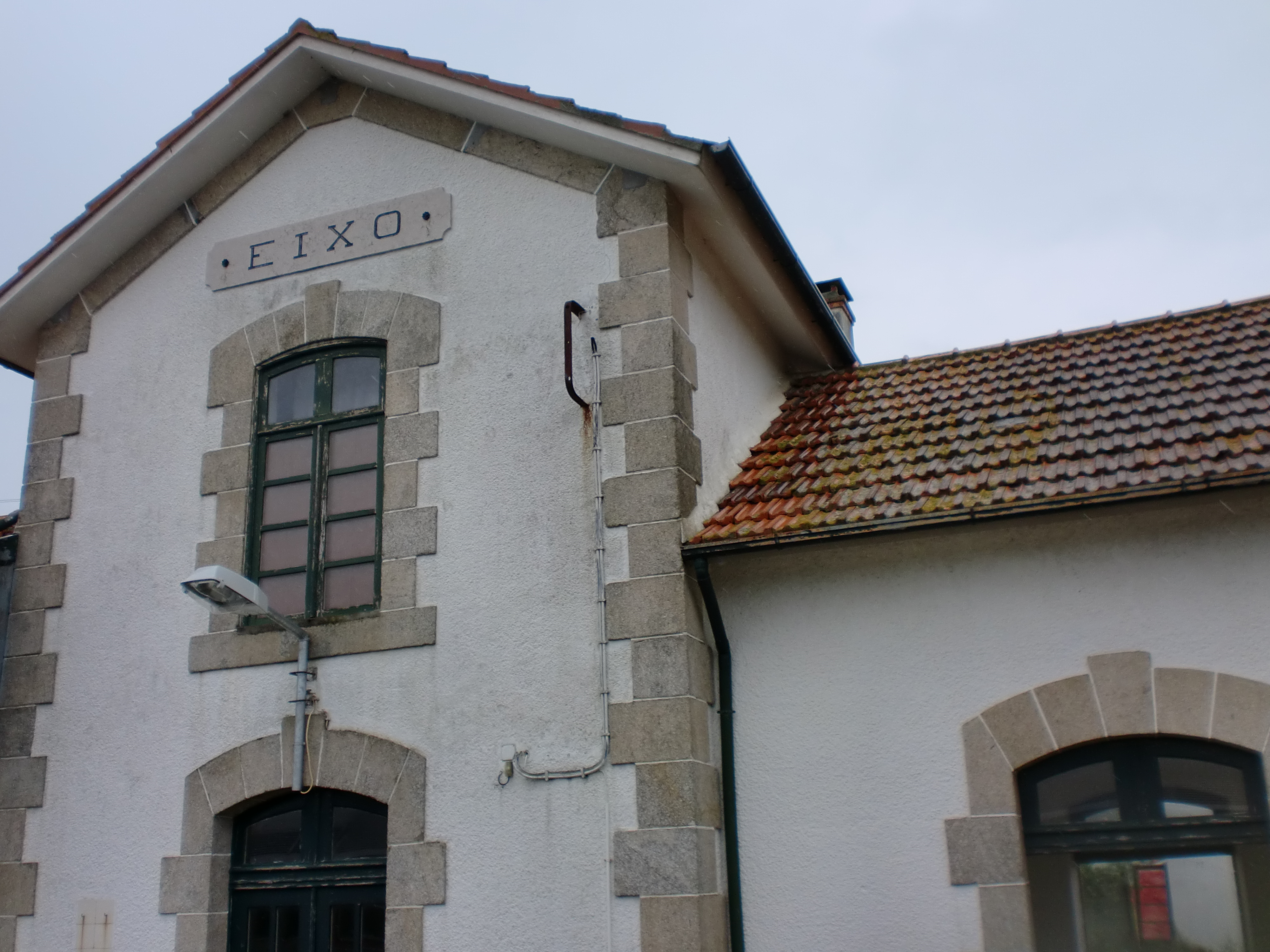
Aspeto da estação, em 2010.

Esta estação situa-se no troço entre Albergaria-a-Velha e Aveiro da rede ferroviária do Vouga, que foi inaugurado em 8 de Setembro de 1911, pela Compagnie Française pour la Construction et Exploitation des Chemins de Fer à l'Étranger.
Em 1 de Janeiro de 1947, a gestão da rede do Vouga passou a ser feita pela Companhia dos Caminhos de Ferro Portugueses.

Tinha originalmente categoria de estação, tendo sido posteriormente (já antes de 1985) despromovida à categoria de apeadeiro; mais tarde (antes de 2010) recuperou a categoria de estação.